# Camillina arequipa
Camillina arequipa Platnick & Shadab, 1982 è un ragno appartenente alla famiglia Gnaphosidae.

## Etimologia
Il nome proprio deriva dalla regione peruviana di Arequipa

## Caratteristiche
L'olotipo femminile rinvenuto ha lunghezza totale è di 4,34mm; la lunghezza del cefalotorace è di 1,78mm e la larghezza è di 1,31mm

## Distribuzione
La specie è stata reperita nel Perù meridionale: nei dintorni della cittadina di Chala, appartenente alla Provincia di Caravelí

## Tassonomia
Al 2015 non sono note sottospecie e dal 1982 non sono stati esaminati nuovi esemplari